# Harris Whitbeck, Jr.
Harris Whitbeck Cain (25 de mayo de 1965) es un periodista guatemalteco que se ha desempañado como director del Instituto Guatemalteco de Turismo (INGUAT) desde enero de 2024. Ha trabajado previamente en la cadena de noticias CNN, desde la Ciudad de México. También cubrió eventos clave en América Latina y alrededor del mundo para sus cadenas hermanas CNN International y CNN en Español.

## Estudios
Whitbeck tenía un título en estudios internacionales por el Washington College de la ciudad de Chestertown (estado de Maryland), además de un master en periodismo de la Universidad de Columbia (en la ciudad de Nueva York). Además de su fluidez en castellano e inglés, también puede hablar el idioma francés.

## Carrera en la CNN
Luego de haber ingresado a trabajar en CNN en 1991, Whitbeck informó sobre varios eventos mundiales, como los atentados terroristas del 11 de septiembre de 2001 contra el Pentágono en Washington D. C., la invasión estadounidense de Afganistán desde finales de 2001 (para luchar contra los Talibán, quienes supuestamente brindaban “santuarios” al terrorista saudita Usama bin Laden) y la guerra emprendida por los Estados Unidos contra el entonces Irak encabezado por el dictador Saddam Hussein, además de las consecuencias de esta última. Antes de estallar la guerra contra Irak, era corresponsal en el Medio Oriente (más precisamente en Turquía y Jordania). Posteriormente estuvo entre los primeros periodistas en narrar algunos eventos noticiosos de esa posguerra, como la muerte de los hijos de Hussein.
En América Latina, Harris Whitbeck cubrió varios importantes desarrollos políticos, económicos y sociales, así como numerosas devastaciones provocadas por desastres naturales. Entre los primeros, se encuentran la rebelión en el estado mexicano de Chiapas, la crisis de los rehenes en la residencia del embajador japonés en Lima (Perú) entre fines de 1996 y principios de 1997, varias visitas del papa Juan Pablo II a diversos países de la región, la muerte del premio Nobel de Literatura mexicano Octavio Paz. Otros acontecimientos políticos por él cubiertos, se encuentran las elecciones presidenciales en México, Perú y Argentina, el proceso de extradición contra el fallecido ex dictador chileno Augusto Pinochet (luego de haber sido este detenido en Londres a fines de 1998), un intento de golpe de Estado que tuvo lugar en Ecuador y el viaje del entonces presidente estadounidense Bill Clinton a América Latina en mayo de 1997. También informó sobre la Cumbre de las Américas de la ciudad de Monterrey (en el estado de Nuevo León, México) y los problemas políticos internos de Haití durante 2004. Entre diversas catástrofes naturales, Whitbeck cubrió inundaciones en Venezuela, terremotos en Colombia y la estela de destrucción dejada en América Central por el devastador huracán Mitch en 1998.

## Premios y reconocimientos
Whitbeck ha recibido varias distinciones periodísticas, como el premio National Headliner Award, por su labor al cubrir los numerosos violentos homicidios que tuvieron lugar en 1999 en la fronteriza Ciudad Juárez y otros dos adicionales en 2001 por su informe especial sobre la supuesta presencia de organizaciones terroristas fundamentalismo islámico (provenientes del Medio Oriente) en la triple frontera entre Argentina, Brasil y Paraguay. Fue asimismo condecorado con el Global Media Award, otorgado por el Population Institute y el Environmentalist Media Award de la Association of Environmental Media (“Asociación de Medios Ambientalistas”). También recibió un Emmy especial, en reconocimiento a sus logros periodísticos. Además, Whitbeck fue elegido en 2001 como uno de los 12 líderes en la categoría “periodismo internacional”, por el Consejo de Negocios de Guatemala.

## En los años posteriores
A mediados de 2009 fue el presentador de la primera temporada de la versión latinoamericana del reality show The Amazing Race en Discovery Channel, experiencia que repite en el 2010 con la temporada de The Amazing Race en Discovery Channel 2 y con la tercera temporada de The Amazing Race Latinoamérica 3, exhibido en 2011 por Space. Sin embargo, en 2012 fue reemplazado por el actor y modelo brasileño Paulo Zulu, ya que fue una temporada sólo con participantes de Brasil. Cuando se creía que él iba a regresar al programa en su versión 2013, una comunicación oficial de Turner Broadcasting System Latin América (propietaria del canal Space) informaba que María Victoria "Toya" Montoya fue designada como su sustituta y, además, como la primera mujer en el mundo en presentar dicho formato. Desde ese mismo 2009 ha sido además el CEO de la productora Zodiak Latino, filial hispana de la productora londinense Zodiak Rights.